# بيتر فان دن هوغنباند

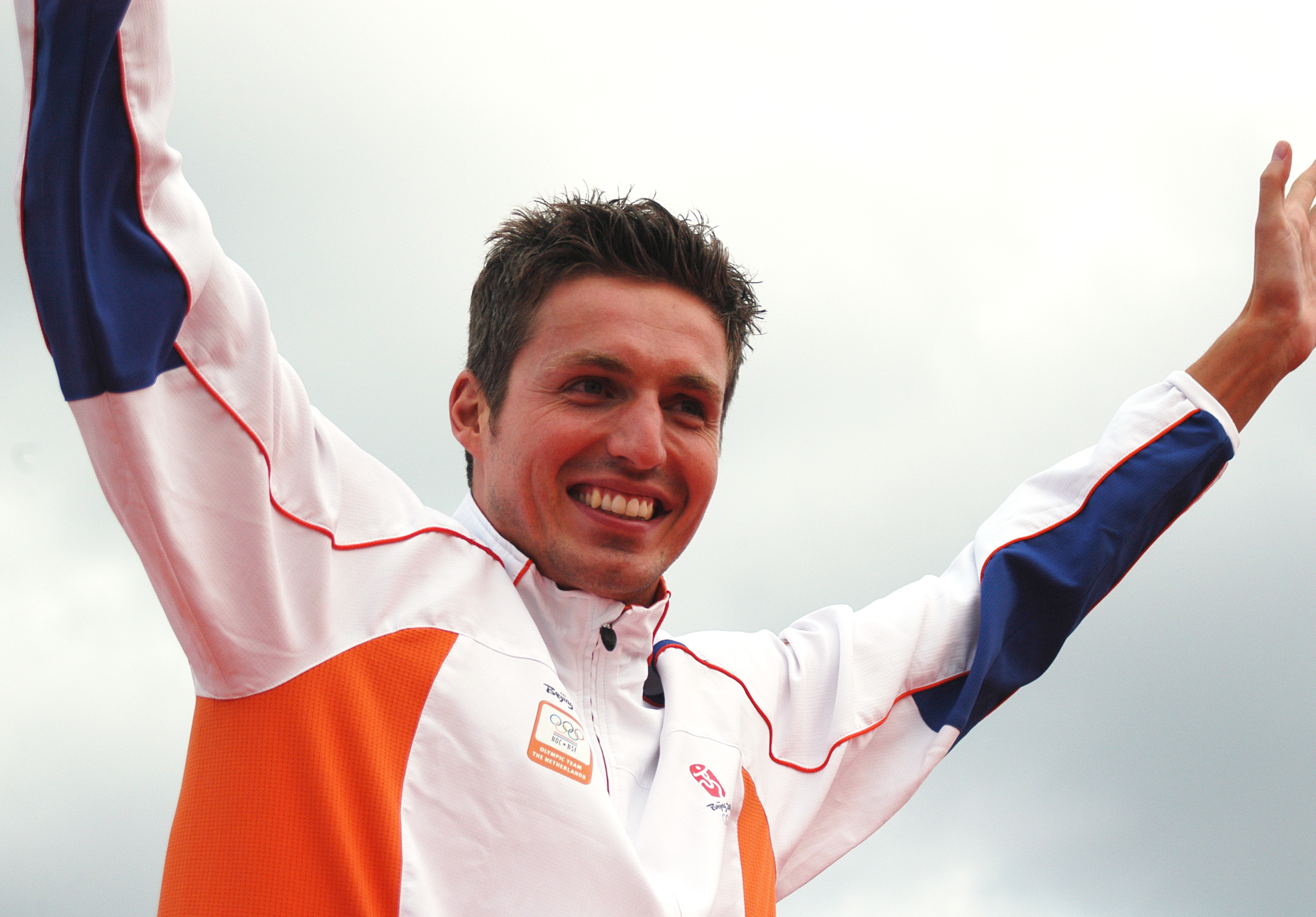
بيتر فان دن هوغنباند.

بيتر فان دن هوغنباند (Pieter van den Hoogenband) هو لاعب أولمبي لرياضة السباحة من هولندا. شارك في الأولمبياد الصيفي في 2000–2004، وفاز بما مجموعه 7 ميداليات.

## الميداليات
| ذهب | فضة | برونز | المجموع |
| 3   | 2   | 2     | 7       |

## روابط خارجية
- بيتر فان دن هوغنباند على موقع الاتحاد الدولي للسباحة (الإنجليزية)
- بيتر فان دن هوغنباند على موقع SwimRankings.net (الإنجليزية)
- بيتر فان دن هوغنباند على موقع قاعة مشاهير السباحة العالمية (الإنجليزية)
- بيتر فان دن هوغنباند على موقع اللجنة الأولمبية الدولية (الإنجليزية)
- بيتر فان دن هوغنباند على موقع أوليمبيديا (الإنجليزية)
- بيتر فان دن هوغنباند على موقع اللجنة الأولمبية الهولندية (الهولندية)